# Jämtland under medeltiden
Medeltiden i Jämtlands historia omfattar hög- och senmedeltiden; tiden mellan vikingatiden och krigstiden. Under denna period blev Jämtland ett kristet landskap och Jämtland förlorade sedermera sin självständighet till Norge. På 1300-talet blev Norge (och därmed Jämtland) en del av Kalmarunionen.

## Jämtlands kristnande
Jämtlands kristnande beräknas ha skett genom en infiltrationsprocess som pågått ett par hundra år innan runstenen på Frösön som restes under mitten av 1000-talet berättar om att Jämtland nu har blivit kristet.
Strax efter vikingatiden vävdes Överhogdalsbonaderna, som talar om hur asatron influerades av den nya religionen i Jämtland-Härjedalen och Tröndelag. Övergången från asatron till kristendomen beräknas ha skett stegvis. I Tröndelag börjar kristna stenkyrkor byggas under 900-talet[källa behövs]. Missionärer kom från Brittiska öarna där Norge hade skatteländer för att sprida den kristna tron. Tröndelag var vid tillfället den förnämsta delen i Norge, dess huvud. Överhogdalsbonaderna består av fem vävnader, som vävdes vid en tidpunkt mellan 1040 och 1170 efter Kristus. Odens åttafotade häst Sleipner förekommer, Gullinkambe likaså. Yggdrasil, världsträdet, utgör centrumet i bonaderna. Många av de fornnordiska gudarna kan även de skönjas. Kyrkor, mytologiska monster, människor, skepp med mera återfinns på tapeten. Ändock förekommer inga stridigheter, vävnaderna vittnar om en infiltrering, kristen förekomst i ett kultiskt samhälle. Präster och kors i en hjältesaga. Livsträd och rutor symboliserar lycka och konverteringen i Skandinaviens inland, Jämtland-Härjedalen, skedde fredligt. Någon strid i samband med övergången har inte heller påträffats i vare sig Jämtland eller Härjedalen. Tvärtemot vad Skogbonaden från Hälsingland berättar om, där den kristna kyrkan attackeras från alla håll och kanter.
En viktig detalj på tapeten är texten där det står kuþbu — Gudahuset. Ordet gud är sällsynt i vikingatida skrifter. Gudarna benämns ofta tīwaz, i singularis som Tyr. På Norderön i Storsjön finns ett Tivarsgård som mycket väl skulle kunna utgöra det kuþbu som tapeten åsyftar.

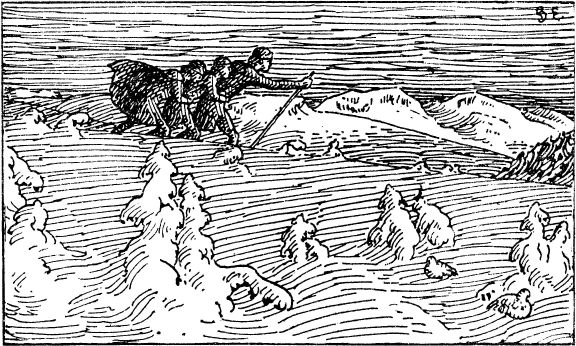
Arnljot Gelline med två män på skidor på resa genom Jämtland

När Olav den helige blev avsatt som regent tvingades han till landsflykt i Ryssland för sin kristna tro. Från Sverige kom han enligt traditionen marscherande från Selånger och genom Jämtland, där flera jämtar anslöt sig till honom, däribland Arnljot Gelline. Gelline lät döpa sig och följde med Olav in i Tröndelag för att återta makten. Väl där började det berömda Slaget vid Stiklestad, alldeles väster om Jämtland. Gelline stred närmast Olav och kort efter att Gelline dog gick Olav samma öde till mötes. Olav helgonförklarades strax efter sin död år 1030. Vägen Olav färdades på genom Jämtland blev en pilgrimsled och varje år vallfärdade pilgrimer genom Jämtland till Nidarosdomen, dessa har för övrigt givit Pilgrimstad dess ortnamn. För denna muntliga tradition talar också spår av den kult som uppstod runt Olav och hans gärningar, Sankt Olavskulten, och som framgår av ortnamn i Medelpad och Jämtland. Än idag är Jämtland och mellannorrland överrepresenterad i namnstatistiken över pojkar vars namn härstammar från Olav och landskapet har många vars efternamn är Olofsson eller Olsson, som vittnar om namnets popularitet. Olav helgades även med en särskild dag, den 29 juli blev Olsmäss eller Orsmäss (Olofsmässa). Gelline, Jämtlands mest kända viking fick en egen opera - Arnljot.

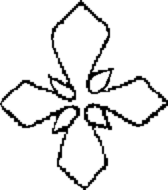
Korset från Frösöstenen

Ungefär vid samma tidpunkt som Olav den helige stupade vid Stiklestad deklarerade Östman Gudfasts son "austmoþr kuþfastaR sun" på Frösöstenen att han hade låtit kristna Jämtland. Tolkningarna angående stenens text är många.
I svensk historiebeskrivning är än idag den etablerade uppfattningen att Jämtland kristnades från öster, på svenskt initiativ. Som argument för detta anges att Runstenens ornamentik anknyter till svensk tradition och att Jämtland kom att hamna under Uppsala ärkestift efter dess bildande 1164, och inte under Nidaros. Traditionellt har även anförts som argument att Jämtland kristnades av Östman (mannen från öster). I vissa äldre norska källor ifrågasätts uppfattningen, och beskrivs som gammal svensk nationalromantik. Mot det sista argumentet kan anföras att syftningen i personnamnet Östman är okänd. Namnet Östman var vid den tiden inte heller ovanligt i Jämtland. Jämtland var vid dess kristnande självständigt från Norge och Sverige, men kom strax efteråt att bli en del av Norge, med Ragunda som den östra delen av Jämtland. De närliggande svenska områdena hade vid denna tid inte kristnats. Järnbäraland, alltså Dalarna var fortfarande hedniskt 1177 och var det sista området i Sverige att kristnas och Stor-Hälsingland (ungefär övriga Norrland) lät sig inte omvändas förrän efter 1060- och 1070-talet, när aposteln Stenfinn sändes dit men led martyrdöden. Svealand kristnades senare än Norge, Danmark och Götaland - kristnandet av Svealand var inte slutfört förrän efter att Blot-Sven dödats och Uppsala tempel bränts ned på 1080-talet. För en möjlig sydlig/östlig influens talar emellertid att kristet gravskick har återfunnits i Skelettåkern i Ångermanland (del i den tidens Hälsingland) och i Västmanland (i Svealand) från senast år 1000, innan Jämtlands kristnande var slutfört. Ovan nämnda Sankt Olofs-kult uppstod i hela dagens Mellannorrland, kustland såväl som inland.
Det som talar för att "jämtarna kristnade sig själva" genom ett alltingsbeslut är det faktum att det är Östmans namn som står på stenen. Om Jämtland hade blivit kristnat från Sverige eller Norge hade de sannolikt varit en konungs namn på runstenen. De första prästerna i Jämtland varken kunde härröras till Sverige eller Norge, utan till Jämtland, de var inhemska. På stenen står det att Östman lät resa en bro, vilket skulle kunna tydas som att han hade auktoritet i landskapet, möjligtvis som hövding. Dessutom är namnet Trjónn helt unikt för Jämtland. Språket på runstenen uppvisar såväl norska som svenska drag, men även en del egenheter. Anledningen till en självkristning skulle vara rädsla för korståg, plundringar och handelsblockader. 

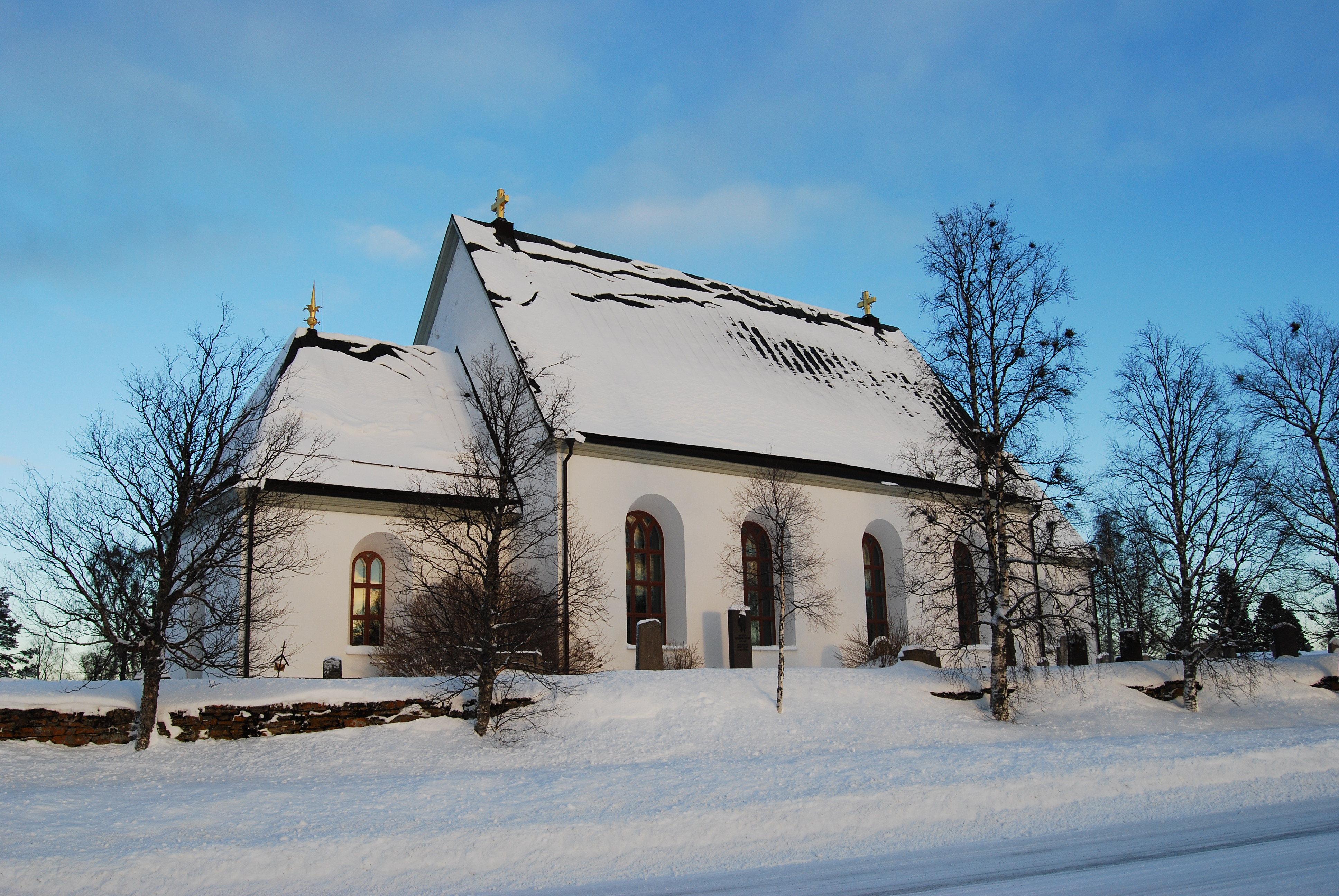
Frösö kyrka

Uppfattningen att Jämtland kristnades från väster förekommer ofta jämte teorin om att jämtarna kristnade sig själva. Kristna influenser gjorde sig gällande tidigt i Tröndelag. När kyrkor började upprättas i Jämtland så var det av norsk modell, den första kyrkan, Västerhus kapell var identisk med Hove kirke i Møre og Romsdal. Frösö kyrka är som en kopia av en kyrka söder om Steinkjer. De äldsta jämtska kyrkorna har samtliga kor som är smalare än kyrkorummet, plan som är vanligt i Tröndelag men som är högst ovanlig i Norrland. Västtorn är vanliga i såväl Jämtland som Tröndelag. Träskulpturer i jämtska kyrkor från 1200-talet har alla engelska eller norska drag. Brunflo korsskyrka var gjord med Nidarosdomen som förebild och tillägnad Sankt Olav. Samme Olav som stupade vid Stiklestad alldeles väster om Jämtland. Titeln prästerna kom att bära var en norsk titel, sira.

## Norgetiden

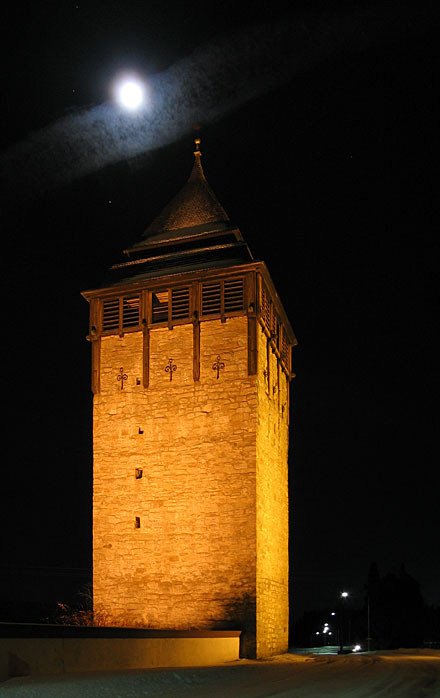
Kastalen i Brunflo

I Snorre Sturlassons sagor sägs jämtarna ömsom betalat skatt till norska konungar som till exempel Håkan den gode och Öystein Magnusson för att få beskydd. Sagorna uppger vid ett tillfälle att jämtarna skulle ha betalat skatt till en sveakung. Sagornas pålitlighet i frågan om Jämtlands politiska tillhörighet anses emellertid vara låg. I Norges äldsta skriftliga dokument, Historia Norvegiæ, från 1170-talet står det däremot klart och tydligt att Norge gränsar i nordöst till Jämtland. Några svenska källor till tiden innan 1170-talet existerar inte.
I samband med de norska inbördesstriderna besegrade Sverre Sigurdsson jämtarnas bondehär på Storsjöns is i slaget vid Andersön 1178.
Konsekvenserna av nederlaget var högre skatter och minskat självstyre i och med att Jämtlands lagman hädanefter utsågs av kungen. Jämtarna behöll dock även i fortsättningen en särställning som en ointegrerad del av det norska riket. Jamtamotet fortsatte att fungera och i likhet med andra skatteländer fick jämtarna inget inflytande över de norska kungavalen.
Sverre dog 1202, hans son Håkon Sverresson ärvde då makten, men gick två år senare samma öde till mötes som sin fader gjorde. Håkon Håkonsson blev då kung över Norge då han fortfarande var barn. Hela tiden efter Sverres bortgång präglas av fortsatta stridigheter. De slutade i och med att Skule Bårdsson (Skule Jarl) stödde Håkan Håkansson 1227. I gengäld krävde han att få regera allt land norr om Nidaros stifts sydgräns, Jämtland inkluderat. Skule utsågs till hertig och han hade rötter i Jämtland, Skule var ättling till Östman som reste runsten på Frösön. År 1239 utropade sig Skule till kung och kröntes vid Öreting i Tröndelag. Håkon Håkonsson, den "rättmätige" arvtagaren till Norges krona blev bestört av Skules svek och tvingades att ingripa. Skule blev dräpt och Håkon tog kontroll över hela det norska riket, nu med Jämtland inkluderat.
Håkonsson expanderade det norska riket och utökade sin kontroll över alla skatteländer, han mördade Snorre Sturlasson, han tvingade de norska öarna utanför Skottland att återigen börja betala skatt och även i Jämtland utvidgades hans sfär. Mycket talar för att det var Håkonsson som lät resa kastalen i Brunflo. 

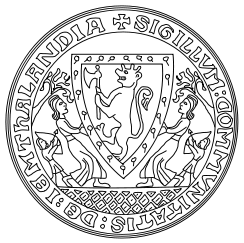
Jämtlands äldsta sigill

Håkonsson dog sedan år 1263 och hans son Magnus Lagaböter blev konung. Lagaböter (han som botar (förbättrar) lagar) gav Norge en landslag år 1276, men Jämtland, som fortfarande hade en särställning, omfattades inte av landslagen. Lagaböter gav Jämtland dess äldsta sigill två år tidigare, 1274. I mitten av sigillet finns en okrönt sköld med ett yxbeväpnat upprättstående lejon, den norske løve (det norska lejonet). Att lejonet är okrönt visar på Jämtlands särställning. På varje sida om skölden kan två jämtska jägare med pilbågar riktade mot ekorrar skönjas. Ekorrarnas vinterpäls, gråskinn, utgjorde den skatt jämtarna pålades efter att Sverre erövrade landet. Runt sigillet står en text på latin som lyder "+SIGILLVM:COMMVNITATIS:DE:IEMThALANDIA" (sigillet för allmogen i Jämtland).
Brödratvisterna mellan Birger Magnusson och hertigarna Erik Magnusson och Valdemar Magnusson resulterade i härjningar i Jämtlands östra del år 1309 av hertigarna för att förmå Håkon Magnusson att lämna alliansen med Erik Menved. Håkon Magnusson vädjar i ett brev till trönderna att vinna Jämtland åter. Samme Håkon benämner Jämtland som hans "östra rike, öystræ rikinu".

## Stiftsindelning
Jämtland kom kyrkligt att hamna under Uppsala ärkestift. Det finns emellertid inga dokument som behandlar när Jämtland blev en del av stiftet och när det skedde går inte att klargöra.
När Nidaros ärkestift upprättades år 1152 var Jämtland alltjämt självständigt. Till stiftet fördes Tröndelag, Härjedalen, Hebriderna, Färöarna, Island och så vidare. Tolv år senare, 1164 upprättades Uppsala ärkestift, underordnat ärkebiskopen i Lund. Stiftet var tänkt att verka mot de kvarvarande hedniska kulterna som fortfarande gjorde sig gällande i Sverige och framför allt Norrland. Jämtland, inkluderades inte heller i detta stift. Jämtland var inte en del av Sverige. När Skule Bårdsson fick kontroll över Trondheims stift var Jämtland inkluderat. Biskopen över Skara stift, Bengt, var med då en gränsreglering mellan Skule och Erik Eriksson gällande Norge (med Jämtland) och Sverige gjordes. Det var även Bengt som var Sveriges representant när Åbo stift bildades. Det är möjligt att Uppsala stift kompenserades med Jämtland vid den här tidpunkten.
Domkyrkan i Uppsala var länge enbart ett träkapell. Birger jarl uppmanade 1257 Ångermanlands och Medelpads befolkning att bidra till dess reparation. Jämtland nämns inte alls.
Jacob Israelsson, ärkebiskop i Uppsala gjorde 1278–1280 en resa genom Jämtland och lät inrätta en "själastuga — Sælohus", då var Jämtland en del av Uppsala stift och själastugan blev senare en egen ort och socken — Stugun.

## Unionstiden
När Håkon Magnusson dog blev Magnus Eriksson kung över Norge och en personalunion mellan Sverige och Norge bildades. Jämtland var då inte längre ett gränsområde och när centralmakten flyttade till Köpenhamn ökade avståndet mellan den och Jämtland som fortsatte att sköta sina inre angelägenheter självständigt som skatteland under Norges krona.
Eftersom kungen inte hade någon egen representant i Jämtland förlitade sig statsmakten på så kallade hirdmän, till dessa räknas de jämtska ätterna Blix och Skancke.

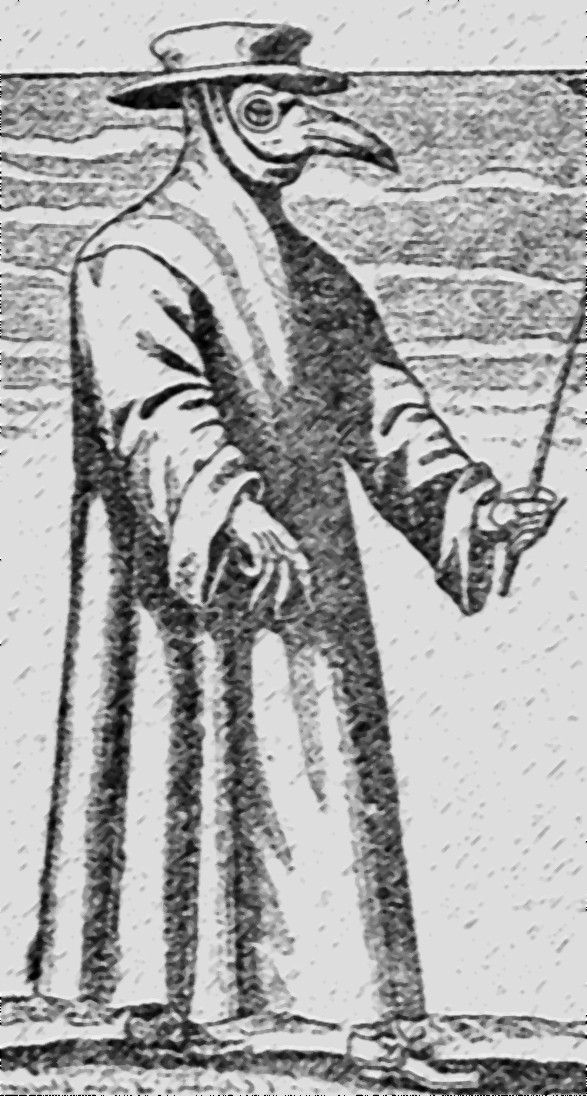
Pestdoktor

Den norska landslagen, som Lagaböter instiftade på 1200-talet blev i Jämtland gällande från och med 1346, men flera inskränkningar gjordes innan den applicerades. På 1350-talet kom digerdöden till Jämtland, som likt övriga Skandinavien drabbades hårt. Man har hittat flera hundra ödesbölen vilka innan pesten bröt ut utgjorde ungefär en tredjedel av Jämtlands samtliga gårdsbestånd. Själva namnet ödesböle (sv: ödesgård) är ett lånord från jämtskan, vissa ortnamn i Jämtland har till och med fått sitt namn efter händelserna, till exempel Digeråsen och Öd. Digerdöden medförde stora sociala och ekonomiska omvälvningar och den större delen av den norska adeln dog ut och Norges makt likaså. En union med Danmark följer efteråt och som sedan övergår till Kalmarunionen.
När Kristofer av Bayern gifte sig med Dorotea av Brandenburg 1445 erhöll hon Jämtland som morgongåva och hon styrde därefter landskapet fram sin död 1495.
Under unionstidens senare del på 1400-talet får Jämtland ett norskt lagting, en domstol, som nämns först år 1479. Lagtinget upprättades på Sproteidet på Frösön och samlades under det engelska helgonet Sankt Botolfs afton den 16 juni (hans dag, 17 juni är Islands nationaldag). Sankt Botolf var även skyddspatron över fruktbarhet och färder. Jämtland kom nu att ha två parallella ting, ett under sommaren och ett under vintern i mars månad i samband med Gregoriemarknaden. Jämtlands lagting skiljde sig från de övriga i Norge, där utsåg kungen alla lagmän, men i Jämtland var det allmogen som utsåg lagmannen. På lagtinget samlades 24 lagrättsmän, landszens 24 (landskapets 24) vilket var två jämtar från vardera av landskapets tolv tingslag i likhet med de lagting som hölls på Orkneyöarna och på Shetlandsöarna.

### Fotnoter
1. ↑   Frösöstenen i Nationalencyklopedins nätupplaga. Läst 16 juni 2016.
2. ↑  Edvard Bull den äldre, Jemtland og Norge, 1927, sid 11
3. ↑  Grundberg, Leif (2006). Medeltid i centrum: europeisering, historieskrivning och kulturarvsbruk i norrländska kulturmiljöer; Doktorsavhandling. Kungl. Skytteanska samfundets handlingar, 0560-2416 ; 59. Studia archaeologica Universitatis Umensis, 1100-7028 ; 20. Umeå: Institutionen för arkeologi och samiska studier, Umeå universitet. sid. 72. Libris 10261967. ISBN 91-7264-202-5 (inb.). http://urn.kb.se/resolve?urn=urn:nbn:se:umu:diva-924
4. ↑  Grundberg, Leif (2006). Medeltid i centrum: europeisering, historieskrivning och kulturarvsbruk i norrländska kulturmiljöer; Doktorsavhandling. Kungl. Skytteanska samfundets handlingar, 0560-2416 ; 59. Studia archaeologica Universitatis Umensis, 1100-7028 ; 20. Umeå: Institutionen för arkeologi och samiska studier, Umeå universitet. sid. 43-44. Libris 10261967. ISBN 91-7264-202-5 (inb.). http://urn.kb.se/resolve?urn=urn:nbn:se:umu:diva-924
5. ↑  Ahnlund, Jämtlands och Härjedalens historia D. 1 intill 1537, 1948, sid 534